# Monomeria barbata
Monomeria barbata är en orkidéart som beskrevs av John Lindley. Monomeria barbata ingår i släktet Monomeria och familjen orkidéer. Inga underarter finns listade i Catalogue of Life.